# Antonivka, Iemilciîne
Antonivka (în ucraineană Антонівка) este un sat în comuna Budo-Bobrîțea din raionul Iemilciîne, regiunea Jîtomîr, Ucraina.

## Demografie
Componența lingvistică a localității Antonivka
     Ucraineană (99,06%)
     Alte limbi (0,94%)
Conform recensământului din 2001, majoritatea populației localității Antonivka era vorbitoare de ucraineană (99,06%), existând în minoritate și vorbitori de alte limbi.